# Staatsakt (Veranstaltung)

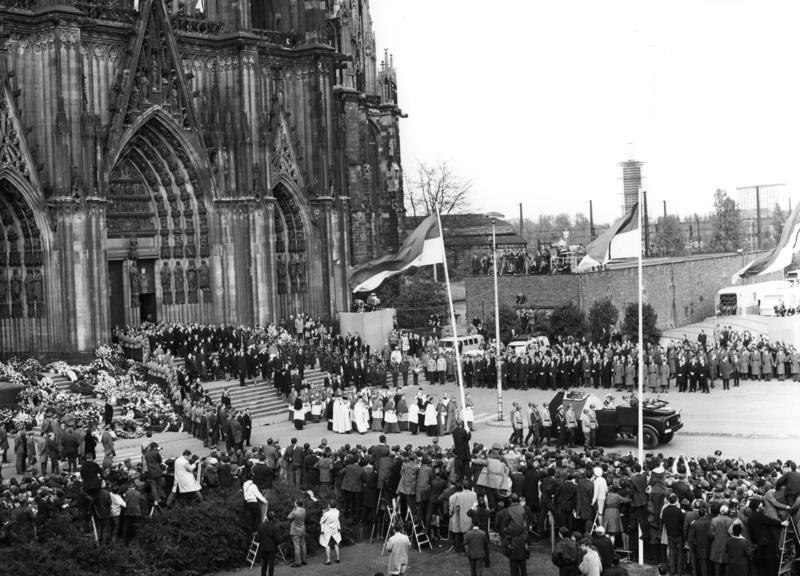
Staatsbegräbnis für Konrad Adenauer am 25. April 1967: Der mit der deutschen Bundesdienstflagge als Bahrtuch bedeckte Sarg des verstorbenen ersten Bundeskanzlers wird vor dem Kölner Dom, wo mit Staatsgästen ein Pontifikalrequiem gefeiert worden war, auf eine Geschützlafette gesetzt und mit militärischen Ehren zu einem Schiff geführt, das den Sarg auf dem Rhein bis nach Rhöndorf zur letzten Ruhestätte bringt.

Ein Staatsakt ist eine feierliche Veranstaltung zur Würdigung einer für einen Staat bedeutenden Person oder eines herausragenden Ereignisses. Kennzeichen eines Staatsaktes sind ein aufwändiges Zeremoniell, ein repräsentativer Rahmen und die Anwesenheit hoher Funktionsträger.
Ein Staatsakt kann sein
- ein Staatsbegräbnis,
- ein Trauerstaatsakt
- oder ein sonstiger Staats- und Festakt.

## Deutschland
Auf Bundesebene ist lediglich der Bundespräsident befugt, Staatsakte zu veranlassen. Dies erfolgt in Abstimmung mit anderen Verfassungsorganen.
Gemäß der Anordnung über Staatsbegräbnisse und Staatsakte vom 2. Juni 1966 kann ein Staatsakt insbesondere Menschen des öffentlichen Lebens gewährt werden, die sich um das deutsche Volk hervorragend verdient gemacht haben. Diese posthume Ehrung wurde bisher insbesondere den ehemaligen Bundespräsidenten, Bundeskanzlern, Bundestagspräsidenten sowie einigen früheren Bundesverfassungsgerichtspräsidenten und Bundesministern zuteil.
Die Ehrung erfolgte in den letzten Jahren zumeist in Form eines Trauerstaatsaktes, zuletzt am 18. Februar 2025 für den verstorbenen Bundespräsidenten a. D. Horst Köhler. Das jüngste Staatsbegräbnis war 1997 das Begräbnis für den verstorbenen Bundestagspräsidenten a. D. Kai-Uwe von Hassel in Bonn.
Zum Gedenken an die Opfer des Tsunamis im Dezember 2004 fand ebenfalls ein Trauerstaatsakt statt. Auch zu bedeutenden Jahrestagen finden in Deutschland Staatsakte statt, zum Beispiel zum sechzigjährigen Bestehen der Bundesrepublik im Jahr 2009. Alljährlich umfasst auch der offizielle Teil zum Tag der Deutschen Einheit einen Staatsakt. 
Zuständig für die Planung und Durchführung der Staatsakte und Staatsbegräbnisse ist das Referat Protokoll Inland im Bundesministerium des Innern. Die Landesregierungen können ebenfalls Staatsakte anordnen, wie beispielsweise 2015 in Nordrhein-Westfalen für die Opfer des Absturzes des Germanwings-Fluges 9525.

## Österreich
Der Ministerrat beschließt Staatsbegräbnisse und sogenannte staatliche Begräbnisse. Die Ehrungen sind für Bundespräsidenten, Bundeskanzler und Nationalratspräsidenten vorgesehen. Sterben diese in Ausübung ihres Amtes, ist ein Staatsbegräbnis möglich, ansonsten ein staatliches Begräbnis. Die verstorbenen Präsidenten der Zweiten Republik werden in der Präsidentengruft auf dem Wiener Zentralfriedhof beigesetzt.

## Europäische Union
Die Europäische Union hat den verstorbenen deutschen Bundeskanzler a. D. Helmut Kohl mit einem Trauerakt geehrt. Die Zeremonie fand am 1. Juli 2017 im Sitzungsraum des Europäischen Parlaments in Straßburg auf Einladung der Präsidenten des Europäischen Parlaments, des Europäischen Rates und der Europäischen Kommission statt. Es war der erste Trauerakt auf Ebene der Europäischen Union.

## Namibia
In Namibia ist der Staatspräsident befugt, Staatsakte, darunter vor allem Staatsbegräbnisse, auszurufen. Ein solches steht stets einem durch den Präsidenten in den Heldenstatus erhobene Person zu. Für Personen ohne Heldenstatus ist ein öffentliches Begräbnis vorgesehen.